# Mula (islam)
Mule, ((per./urdu مللا mula), promijenjeni izgovor arapske riječi "maula", gospodin) su pismoznanci vjerske vođe unutar islama, teolozi i pravnici u jednoj osobi, koji su studirali Kuran, hadis-tradicije i islamsko pravo (fikh) i koje se smatraju poznavateljima religijskih pitanja. Mula može također biti i naslov nekih sudaca i viših državnih zaposlenika. Mule se povezuju sa šijitizmom, a prepoznaju se lako jer nose turban, dugi kaftan i bradu.
Mula može biti i teolog nižeg ranga koji je dobio određena znanja u medresi. 
U pravnom području, mula je najviši na ljestvici kadija. Naslov je dodjeljivao sultan kao odlikovanje
(npr. mula od Sofije, carigradski mula) i stoga su takvog uglednog kadiju imali samo veliki gradovi.